# Schizaster doederleini
Schizaster doederleini is een zee-egel uit de familie Schizasteridae.
De wetenschappelijke naam van de soort werd in 1972 gepubliceerd door Richard H. Chesher.